# Disconema alaima
Disconema alaima is een rondwormensoort uit de familie van de Linhomoeidae. De wetenschappelijke naam van de soort is voor het eerst geldig gepubliceerd in 1918 door Nikolai Nikolaievich Filipjev.